# حاكم فنلندا العام

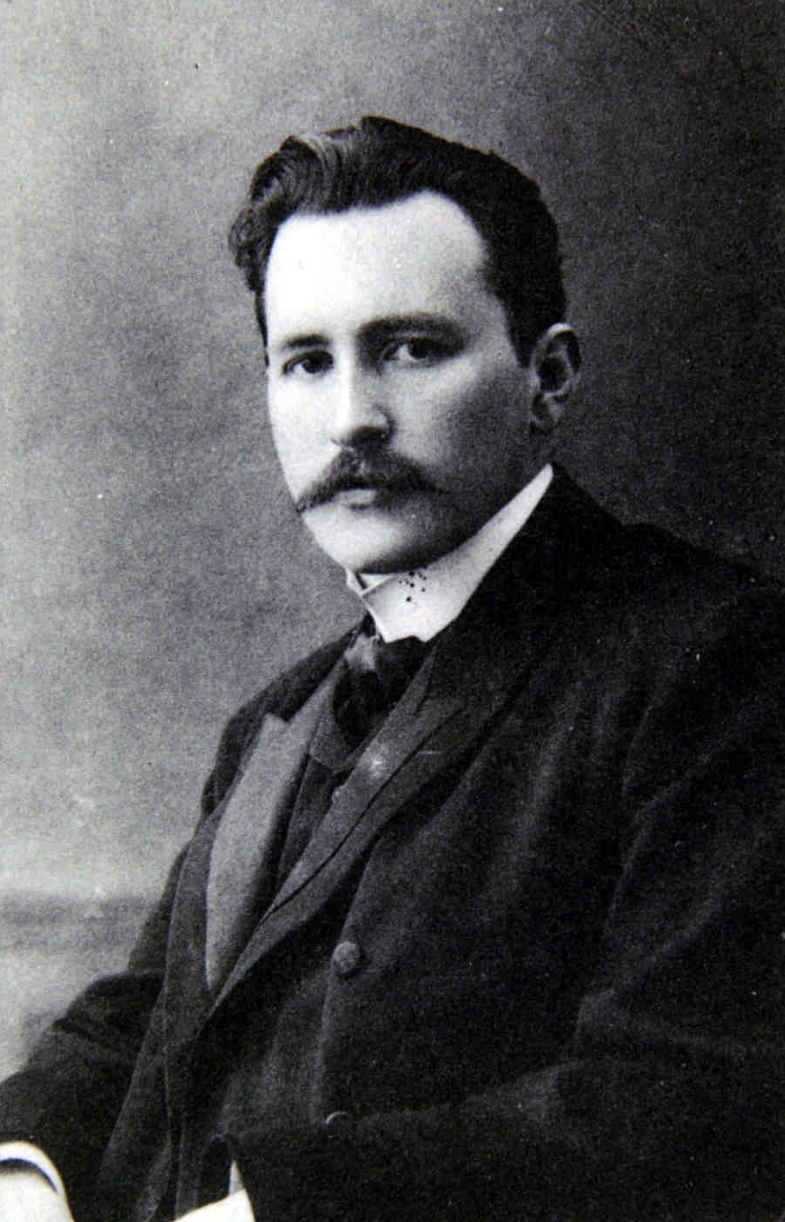

الحاكم العام لفنلندا (بالفنلندية : Suomen kenraalikuvernööri؛ بالسويدية : Generalguvernör av Finland؛ بالروسية :Генерал-губернатор Финляндии) القائد العسكري و أعلى مسؤول في فنلندا بشكل متقطع تحت الحكم السويدي في القرنين السابع عشر والثامن عشر و بشكل مستمر زمن دوقية فنلندا الكبرى ذاتية الحكم بين عامي 1808 و 1917.
بعد الإلغاء النهائي لدوقية فنلندا و للامتيازات الإقطاعية ذات الصلة في أواخر القرن السادس عشر، عهد ملك السويد بشكل متقطع معظم أو كل فنلندا لحاكم عام معين خصيصاً، يتولى الأمور الجزء الشرقي من البلد وفقاً لرؤيته. كان أشهر هؤلاء المسؤولين الكونت بر براهي الذي لا يزال يـُشار لعهده في فنلندا ب«أيام الكونت» (kreivin aikaan) و هو تعبير يدل على شيء إيجابي حدث الوقت المناسب.
و لما كانت فنلندا جزءاً من الامبراطورية الروسية ، موقف الحاكم العام ودائمة. وكان النائب من الإمبراطور، الذي لم يكن حاضرا شخصيا في هلسنكي ، ولكن يقيم في سان بطرسبورغ ، خارج الحدود الفنلندية. وكان الحاكم العام دستوريا رئيس مجلس الشيوخ الفنلندي ، والحكومة في دوقية مستقلة. وينتمي رئاسة التي يمثلها، مع اثنين من الأصوات في مجلس الشيوخ، إلى دوق فنلندا الأكبر ، وهو لقب يحمله إمبراطور روسيا . وكان الحاكم العام والممثل الأعلى للإمبراطور وتلقى تعليماته مباشرة من الحكومة الإمبراطورية في سانت بطرسبرغ.

## حكام فنلندا العامون إبان الحكم السويدي
- نيلز بيلكي (1623-1631)
- غابرييل أوكسنتييرنا (1631-1634)
- بر براهي (1637-1640 ، 1648-1654)
- غوستاف إفرتسون هورن (1657-1658)
- هرمان فليمنغ (1664-1669)
- نيروت كارل (1710-1712)

## حكام فنلندا العامون إبان الحكم الروسي
- الكونت جورج ماغنوس سبرنغتبورتن (1 ديسمبر 1808 - 17 يونيو 1809)
- الأمير ميكايل باركلاي دي تولي (17 يونيو 1809 - 1 فبراير 1810)
- الكونت فابيان شتاينهايل (1810-1813)
- الكونت غوستاف ماوريتس أرمفلت (1813)
- الكونت فابيان شتاينهايل (1814-1824)
- الكونت أرسيني زاكريفسكي (1824-1831)
- الأمير ألكسندر منشكوف (1831-1855)
- الكونت فردريك فيلهلم فون بيرغ (1855-1861)
- البارون بلاتون إيفانوفيتش روكاسوفسكي (1861-1866)
- الكونت نيكولاي ألدربيرغ (1866-1881)
- الكونت فيودور لوغينوفيتش هايدن (1881-1898)
- الجنرال نيكولاي بوبريكوف (29 أغسطس 1898 - 17 يونيو، 1904)
- الأمير إيفان أوبولنسكي (18 أغسطس 1904 - 18 نوفمبر 1905)
- نيكولاي غيرارد (6 ديسمبر 1905 - 2 فبراير، 1908)
- فلاديمير ألكسندروفيتش بوكمان (2 فبراير 1908 - 24 نوفمبر 1909)
- فرانس ألبرت سيين (24 نوفمبر 1909 - 16 مارس 1917)
- ميخائيل ألكسندروفيتش ستاهوفيتش (31 مارس 1917 - 17 سبتمبر 1917)
- نيكولاي فيساريونوفيتش نكراسوف (17 سبتمبر 1917 - 7 نوفمبر 1917)